# Карпенко, Александр Ефимович
Александр Ефимович Карпенко (15 апреля 1921, с. Слобода, Черниговская область — 14 апреля 2013, г. Ивано-Франковск) — украинский историк. Директор Научного центра исследования украинского национально-освободительного движения национального университета Прикарпатья им. В. Стефаника и Института политических и этнонациональных исследований им. И. Ф. Кураса НАН Украины. Исследовал историю Галиции начала XX века, историю Украины и Польши новейшего времени, проблемы международных отношений. Внес большой вклад в исследование Украинской революции 1917—1923 годов. Доктор исторических наук (1968), доктор (1980).

## Биография
Карпенко Александр Ефимович родился 15 апреля 1921 года в селе Слобода Черниговской области, в крестьянской семье казацкого происхождения. В 1938 году по окончании школьного образования зачислен в Черниговский учительский институт на исторический факультет. Затем начал работать учителем истории в сельской школе, а институт окончил экстерном в июне 1940 года. В октябре 1940 года был призван на действительную военную службу в ряды Красной армии, служил в 7-м зенитно-пулеметном полку.
В 1947 году окончил Киевский педагогический институт. В 1947—1948 гг. — слушатель отделения международных отношений при Республиканской партийной школе. В течение 1948—1949 гг. — преподаватель Киевского педагогического института иностранных языков. В 1949—1952 годах — заведующий отделом фондов и обслуживания читателей Львовской научной библиотеки АН УССР. В 1952—1953 — ученый секретарь, в 1953—1960 годах — старший научный сотрудник Института общественных наук АН УССР (ныне Институт украиноведения имени И. Крипьякевича НАН Украины).
В 1953 году в Институте истории АН УССР защитил кандидатскую диссертацию по теме: «Крестьянские восстания во Львовском воеводстве в 1932—1933 годах» (научный руководитель — Ф. Шевченко). 25 апреля 1958 г. на Ученом совете Института истории АН УССР была подвергнута критике статья Карпенко А. Ю. «К вопросу о характере революционного движения в Восточной Галиции в 1918 г.». И. И. Компаниец обвинил её автора статьи в «антинаучном» связывании «национально-демократической» революции и возникновении ЗУНР с революционным движением народных масс, а не с «контрреволюционными действиями украинской буржуазии», и в унижении «значения социалистической революции и создания Украинского Советского государства для всего украинского народа», завершив свое выступление политическими обвинениями: «Появление статьи Карпенко именно в то время, когда вся наша страна праздновала 40-летие Советской власти, очень досадный факт. Ошибки Карпенко носят не только антинаучный характер, но и политический характер». Украинская эмиграция критиковала Карпенко за оттенение и содействие умолчанию голода 1932—1933 годов в УССР.
В 1966 году в Харьковском университете защитил докторскую диссертацию по теме: «Иностранная военная интервенция в Украине 1918—1920 годов».
В течение 1960—1970 — доцент кафедры истории СССР Львовского университета. В декабре 1970 г. был уволен с работы в университете по обвинению в «украинском буржуазном национализме» и устроился в Государственный музей этнографии и художественного промысла АН УССР на должность старшего научного сотрудника, где работал до 1978 года.
С 1978 — профессор, в 1986—1990 — заведующий кафедрой истории СССР и УССР, в 1990—1995 — профессор кафедры истории Украины Ивано-Франковского педагогического института им. В. Стефаника.
С 1995 по 2004 гг. — заведующий отделом региональных проблем Института политических и этнонациональных исследований НАН Украины и Прикарпатского национального университета имени В. Стефаника. С 2004 года директор Научного центра исследования украинского национально-освободительного движения Прикарпатского национального университета им. В. Стефаника и Института политических и этнонациональных исследований им. И. Ф. Кураса НАН Украины. Возглавлял Научный центр исследования украинского национально-освободительного движения, был членом редакционных коллегий научных изданий "Вестник национального университета Прикарпатья, публиковал документы по истории ЗУНР.
14 апреля 2013 года Александр Ефимович Карпенко после продолжительной болезни скончался в городе Ивано-Франковске.

## Чествование памяти
1 ноября 2019 открыта памятная доска на улице Бельведерская 42 г. Ивано-Франковскгде он жыл в квартире № 47, его соседом был профессор Федорчак Петр Степанович, заведующий кафедры истории КПСС и истории центрано-восточной Европы (1992—2006).

## Личная жизнь
Син Александр Александрович 13.02.1951 г.р. Жена Карпенко Людмила Тихоновна 28.11.1927 г.р

## Награды
- Орден Отечественной войны 1 степени (СССР)
- Орден Богдана Хмельницкого (Украина) 1999 г.
- Медаль За оборону Киева
- Медаль За победу над Германией
- Медаль 20 лет победы в ВОВ
- Медаль 30 лет победы в ВОВ
- Медаль 40 лет победы в ВОВ
- Медаль 50 лет победы в ВОВ (Украина)
- Медаль 60 лет победы в ВОВ (Украина)
- Медаль 50 лет Вооружённым силам Советского союза
- Медаль 60 лет ВС Советского союза
- Медаль 50 лет освобождения Украины
- Медаль 60 лет освобождения Украины
- Медаль Защитнику отечества
- Медаль ветеран труда